# 祁立峰
祁立峰（1981年—），臺灣學者、作家。曾任教於國立中興大學中國文學系，現任臺灣師範大學國文學系教授。

## 生平
祁立峰，1981年生於台灣新北市新店區，其後移居台中，現任臺灣師範大學國文學系教授。研究領域為六朝文學、文學理論以及辞赋。曾獲臺北文學獎、教育部文藝創作獎、國藝會創作及出版補助。除學術論文之外，亦為專欄作者、鏡文學簽約作家。出版人文普及、古文超譯等著作，被稱為「鄉民教授」。
關於這一連串人文普及、古文超譯的風潮，時報出版總編輯胡金倫評論道：「現代讀者喜歡帶些娛樂成分，但這種書是屬於『寓教於樂』，用翻轉教育的作法，呈現新的古文思考方式」，對此類著作著作給予正面肯定。

## 作品

### 文學著作
《偏安臺北》（2013）
《臺北逃亡地圖》（2014）
《讀古文撞到鄉民》（2016）
《來亂》（2017）
《國文超驚典》（2018）
《巨蛋》（2018）
《書情點播》（2019）
《亂世生存遊戲》（2021）
《打Game闖關玩古文》（2023）
《五衰:梁武帝的末五日》(2025)

### 學術著作
《相似與差異：論南朝文學集團的書寫策略》（2014）
《遊戲與遊戲之外：南朝文學題材新論》（2015）
《建康內外：南朝作家的空間書寫與都城想像》（2020）

## 外部連結
- 祁立峰（臺師大國文系） （页面存档备份，存于）